# 神童 (藝人)
申東熙（羅馬化：Sin Dong Hoe，1985年9月28日—），韓國男歌手、主持人及攝影導演，藝名神童（羅馬化：ShinDong），為韓國男子團體Super Junior及子團Super Junior-T、Super Junior-Happy、Super Junior-L.S.S.成員，在隊內擔任領舞、副饒舌。2015年3月24日以現役兵身分入伍，2016年12月23日退伍。

## 演藝經歷
2005年，第九回SM Best選拔大會Gag第一名；同年11月6日，神童作为Super Junior组合成员出道。
2017年開始，以自己成立的製作公司walala.crew名義開始為其他藝人拍攝MV，神童為導演。
2019年8月，Label SJ宣佈神童因健康問題將暫停所有工作，包括《Eye Contact》等多個他擔任主持的節目，其中《今天的運勢》則暫時由同屬Super Junior的成員銀赫代替演出 。直至9月18日，Label SJ 相關人員表示神童在17日完成了《今天的運勢》拍攝，也正在努力為 Super Junior 十月的回歸做準備。現在恢復健康的神童正式重新開始節目活動，但原本出演中的Channel A《Eye Contact》則決定不會回歸節目。

## 車禍事件
2007年4月19日凌晨，Super Junior四名成員利特、圭賢、銀赫、神童在結束了節目通告後返回清潭洞宿舍途中，在奥林匹克大路盤浦大橋附近改變行走路線時，因車輛左側爆胎無法正常駕駛的情况下，發生翻車意外，滑向路旁30米，神童受輕傷。

## 音樂作品
所屬團體的音樂作品，請參閱Super Junior音樂作品列表

### 創作登記
- 神童在韩国音乐著作权协会的编号为（10002521）

| 姓名        | 登記名字    | 編號     | 歌曲列表 |
| ----------- | ----------- | -------- | -------- |
| 申東熙/神童 | 신동희/신동 | 10002521 | [ 9 ]    |

## 影視作品

### 節目主持
- 2005年9月 擔任「KMTV Show! Music Tank」主持人
- 2005年10月 擔任「東方神起‘Sweet Rose Party’」主持人
- 2005年11月 擔任「M.netKMTV M!Countdown」主持人
- 2007年4月 擔任MBC「親親親 小朋友萬歲」主持人
- 2007年4月 擔任M.net「DJ 綠蘋果Sound」主持人
- 2007年6月 MBC「黃金魚場」固定班底
- 2007年至2014年7月6日 擔任MBC「深深打破」主持人
- 2010年12月 擔任MBC「Super Junior的先見之明」MC
- 2012年3月 擔任M.net「Beatles Code 2」主持人
- 2012年4月 擔任MBC「偉大的誕生2」幕後故事"Happy Ending" 主持人
- 2017年3月 擔任JTBC「第六感猜題秀1/N」主持人
- 2017年4月 擔任KBS「預感者們」主持人[10]
- 2019年5月 擔任tvN「一場聲音的戰爭：300x2」主持人
- 2019年5月 擔任ChannelA「一起玩吧？GG」主持人
- 2019年8月 擔任ChannelA「Eye Contact」主持人
- 2020年2月 擔任SBS KPOP PLAY YOUTUBE頻道「神童歌謠」主持人
- 2021年8月 擔任 YOUTUBE「門派是第一次」主持人
- 2021年8月18日-    擔任 SBS Plus「戀愛道士」主持人 洪真慶 , 洪賢姬

### YOUTUBE
- 2019年12月-今:신동댕동 Shindongdengdong

### 電視劇
- 2008年  KBS《單身爸爸戀愛中》
- 2010年  SBS《醫生冠軍》
- MBC《全部我的愛》第43,44集客串

### 電影
- 2007年7月 《花美男連環恐怖襲擊事件》
- 2011年11月 《Super Show 3 SJ演唱会3D电影》
- 2012年5月 《I AM. - SM家族青春傳記電影》
- 2012年12月 《SMTOWN东京巨蛋演唱会3D大电影》
- 2013年8月  《Super Show 4 SJ演唱会3D电影》

## 廣播節目
- 2021年7月23日 虎牙tv 深夜電台•希Story

### 導演作品

#### MV
| 年份 | 歌曲名稱                             | 歌手/組合                                                                     | 備註 |
| ---- | ------------------------------------ | ----------------------------------------------------------------------------- | ---- |
| 2011 | 떴다 오빠 (Oppa Oppa)                | Super Junior-D&E                                                              |      |
| 2014 | This Is Love                         | Super Junior                                                                  |      |
| 2014 | 백일몽 (Evanesce)                    | Super Junior                                                                  |      |
| 2017 | 오락가락해 (Wishy Washy)             | Coco                                                                          |      |
| 2017 | Marry Man                            | SUV（神童 x UV）                                                              |      |
| 2017 | Lemonade Love                        | 朴宰正 x Mark（NCT）                                                          |      |
| 2017 | 환생 (Rebirth)                       | Red Velvet                                                                    |      |
| 2017 | 내꿈꿔 (Dream on)                    | Busters                                                                       |      |
| 2017 | 랄랄라 (Lalala)                      | Busters                                                                       |      |
| 2017 | 짬에서 나오는 바이브 (Charm of Life) | 希澈 x 神童 x 银赫（Super Junior）x 颂乐（MAMAMOO）                           |      |
| 2018 | Celeb Five (I wanna be a Celeb)      | Celeb Five                                                                    |      |
| 2018 | 後遺症 (Falling Blossoms)            | 宇宙膽小鬼（希澈（Super Junior） x 閔庚勳（Buzz））                           |      |
| 2018 | Teenager                             | 金Samuel                                                                      |      |
| 2018 | Insomnia                             | DinDin feat. 李洪基（FTIsland）                                               |      |
| 2018 | RED LIPs                             | CAMILA                                                                        |      |
| 2018 | 내 똥꼬는 힘이 좋아                  | 俞世润                                                                        |      |
| 2018 | 복덩이 (LUCKY CHARM)                 | 柳媛貞                                                                        |      |
| 2018 | 寂寞烟火                             | 周覓                                                                          |      |
| 2018 | 이리와                               | Pink Fantasy                                                                  |      |
| 2019 | Cheer Man                            | SUV（神童 x UV）                                                              |      |
| 2019 | 12시야（12 o'clock）                 | Pink Fantasy                                                                  |      |
| 2019 | 손가락하트 (Finger Heart)            | 盧志勳                                                                        |      |
| 2019 | 옛날 사람 (Old Movie)                | 希澈 （Super Junior）                                                         |      |
| 2019 | 복숭아 (Peach)                       | 政模 feat.Henry                                                               |      |
| 2019 | Fantasy                              | Pink Fantasy                                                                  |      |
| 2019 | 하얀 겨울（White Winter）            | 宇宙小不點（希澈（Super Junior） x 李壽根                                     |      |
| 2020 | 스웩님（Swag 高僧）                  | MC住持 李壽根 feat. 오담률, 지젤                                              |      |
| 2020 | 한량（Hanryang）                     | 宇宙膽小鬼（希澈（Super Junior） x 閔庚勳（Buzz）） feat. 金興西 proud.DinDin |      |
| 2021 | 헤이유（Hey U)                       | Maka Maka                                                                     |      |

### 其他
- 2007年2月 「1677 Collectcal」廣告模特兒
- 2007年2月 「Super Junior-T」團體活動
- 2011年 韓國飲食文化大使 CF

## 獎項與榮譽
- 2002年7月 高陽市 青少年舞蹈部分大獎
- 2003年7月 高陽市 青少年舞蹈部分金獎
- 2004年10月 M.net YP選拔大會金獎、人氣獎

## 外部連結
- 神童的X（前Twitter）
- 神童的Instagram帳戶
- YouTube上的신동댕동 Shindongdengdong頻道
- 神童的新浪微博（简体中文）
- Super Junior – 韓國官方網站 (S.M. Entertainment)